# 吕迈
吕迈（1925年7月—2017年10月9日），男，汉族，江苏金湖人，中国书法家、画家，曾任中国书法家协会理事，浙江省书法家协会副主席。